# 赛玛教
赛玛教又称赛玛理或赛玛礼，是云南省沧源佤族自治县以及缅甸佤邦部分佤族的一种宗教信仰，以创始人赛玛命名。根据传说，赛玛教在云南历史上的信徒范围包括沧源全境、耿马南部、双江西南部和澜沧西部。佤族的幾種信仰互不從屬。

## 历史传说
从佤族民间传说中推测赛玛教大约有300年的历史。赛玛生于今缅甸境内的梅弄寨，年幼时移居耿马一带的嘎赛寨，在耿马土司治下，受小乘佛教思想熏陶。此时沧源西部的茂隆银厂有许多来自中国内地的矿工，将大乘佛教带入阿佤山区，赛玛也受到汉传大乘佛教的影响。1754至1765年间，“宫里雁之战”爆发，宫被耿马土司擒获，赛玛被遣派押解宫里雁前往永昌府。在押解的途中宫向赛玛说教如何使佤族革去“人祭”习俗的方法，事后赛玛曾消失了一段时间。回到嘎赛后，赛玛毁了自家的牛头桩和人头桩，后又变魔术惑众，村民认为他疯了前去捉拿，被他用气功制服。佤族人开始视他为神人并崇拜他，他所宣扬的“理”也被人接受。赛玛变成“神人”后，许多阿佤山的佤族前往嘎赛朝拜他，赛玛向前来朝拜的人指出了砍人头祭祀的害处，要求改用牛头、猪头、鸡头替代人头祭祀神灵。
清咸丰年间，大理鸡足山长老达董保和达巴召带领徒弟进入沧源传播大乘佛教（佤族称为“理孔”），同时小乘佛教渗透到沧源西部地区，许多佤族放弃赛玛教改信大、小乘佛教。1903年以后基督教进入沧源，又有部分佤族改信基督教。到1990年为止，沧源县境信仰赛玛教涉及7个乡镇23个行政村，芒摆、怕良、芒回、芒公、翁丁、南撒、糯良、单甲、戛多、海牙、班列、永安、回珠等行政村较突出。

## 信仰特征
赛玛教脱胎于佤族原始多神教，也包含小乘佛教和大乘佛教的思想，赛玛教仍以佤族原始多神崇拜为主要特征，区别表现在祭礼的仪式、祭牲以及节日、禁忌上。
赛玛教认为山河之神“梅吉”（Mōuig）统领诸神，是万物的主宰，梅吉无处不在无时不存，人们要敬仰祭奠他，不能亵渎他，才能得到他的庇佑。赛玛教认为万物都有灵魂，灵魂不灭，敬仰祖先灵魂，并视作家族的保护神。并且认为人神是能互相沟通的，沟通人与神的活佛“帕召”能够预知未来等做常人不能完成的事。成为“帕召”的人禁用妇女的物品，功德浅薄的帕召不能娶妻成家，德高望重的帕召死后升天与神为伴，并会随时降世附仙气于凡人身上再生。
白布、蜡烛和米花是赛玛教徒最推崇之物，节庆或宗教活动时必不可少。赛玛教禁饮酒，禁吃狗肉，禁用牲畜、家禽祭祀梅吉和祖先灵魂以外的神灵。

## 资料来源
1. ↑  《沧源佤族自治县志》, 896页
2. ↑  《沧源佤族自治县志》, 896页 - 897页
3. 1 2 3  《沧源佤族自治县志》, 897页
4. ↑  杨逸平. . 《中国佤族“司岗里”与传统文化学术研讨会论文集》. 2008年: 470  [2017-12-09].[]
5. ↑  梅英. . epc.swu.edu.cn. 西南大学西南民族教育与心理研究中心. 2011-06-24  [2017-12-09]. （原始内容存档于2017-12-10）.
6. ↑  《沧源佤族自治县志》, 897页 - 898页